# Notte
52°18′28″N 13°38′37″Ø / 52.30778°N 13.64361°ØNotten er en venstre biflod til Dahme i landkreisene Teltow-Fläming og Dahme-Spreewald i delstaten Brandenburg i Tyskland. Den har sit udspring syd for Sperenberg og løber ud i Dahme-vandvejen nedenfor Neue Mühle-slusen i Königs Wusterhausen. Notte er en statsvandvej.

## Navnet
Formentlig var det oprindelige germanske navn *Natō, og blev adopteret af slaverne som *Not(a). Navnet er afledt af det germanske adjektiv nata- for 'våd, rig på vand'.

## Historie
Nottefliess var den første lange vandvej i Mark Brandenburg, der blev gjort sejlbar af mennesker. Den første udvidelse med sluser går tilbage til kurfyrst Joachim 2.'s regeringstid omkring 1568. Fra 1856 til 1864 blev vandvejen udvidet med 25 km mellem søen Mellensee og dens udmunding ved Königs Wusterhausen.
Notte, der blev bygget med opstemningssluser fra starten, blev, som det var almindeligt på det tidspunkt, omtalt som den kanaliserede Notte. Dette er fejlagtigt blevet til Nottekanalen. Den preussiske vandlov opregner også Notten blandt naturlige og ikke kunstige vandløb.
Den sluseregulerede Notte var tidligere af stor betydning for forsyningen af landbrugsprodukter og byggematerialer til Berlin. Sperenberg-gipssten og produkter fra talrige teglværker og grusgrave blev transporteret ad vandvejen. Udbygningen af jernbanenettet (især Mittenwald privatbanerne) reducerede Nottes betydning. På grund af 2. verdenskrigs indflydelse og skiftende problemer med broer og sluser gik kommerciel skibsfart helt i stå, med undtagelse af ved havnen i Königs Wusterhausen .

## Nuværende brug
Notte (Nt) er sejlbar og har tre sluser, én ved udløbet af Mellensee, én lige før Mittenwalde og én i Königs Wusterhausen. Slusen i Königs Wusterhausen kun er 21 meter lang, så Notte kan e i dag ikke længere bruges af fragtskibe. En kilometer af flodmundingen er en af de såkaldte andre indre føderale vandveje.
Ved Mittenwalde-slusen løber Galluner-kanalen ud i Notte fra højre via en sluse. Motzensøen kan nås via denne kanal. Ved Ragow, lige foran den Bundesautobahn 13, Berliner Ring - Dresden, løber den ikke-sejlbare Zülow-kanal ind fra venstre, fra Rangsdorfer See. Mellem Königs Wusterhausen station og Dahme er Notte blevet udvidet til en indlandshavn.
I øjeblikket bruges den kun i turistsammenhæng.